# Arrondissement Béthune
Béthune (Nederlands: Betun) is een arrondissement van het Franse departement Pas-de-Calais in de regio Hauts-de-France. De onderprefectuur is Béthune.

## Kantons
Het arrondissement is sinds maart 2015 samengesteld uit de volgende kantons:
- Kanton Aire-sur-la-Lys
- Kanton Auchel
- Kanton Béthune
- Kanton Beuvry
- Kanton Bruay-la-Buissière
- Kanton Douvrin
- Kanton Lillers
- Kanton Nœux-les-Mines